# Seimatosporium hypericinum
Seimatosporium hypericinum är en svampart som först beskrevs av Vincenzo de Cesati, och fick sitt nu gällande namn av B. Sutton 1975. Seimatosporium hypericinum ingår i släktet Seimatosporium och familjen Amphisphaeriaceae.   Inga underarter finns listade i Catalogue of Life.